# Chinese volleybalploeg (vrouwen)

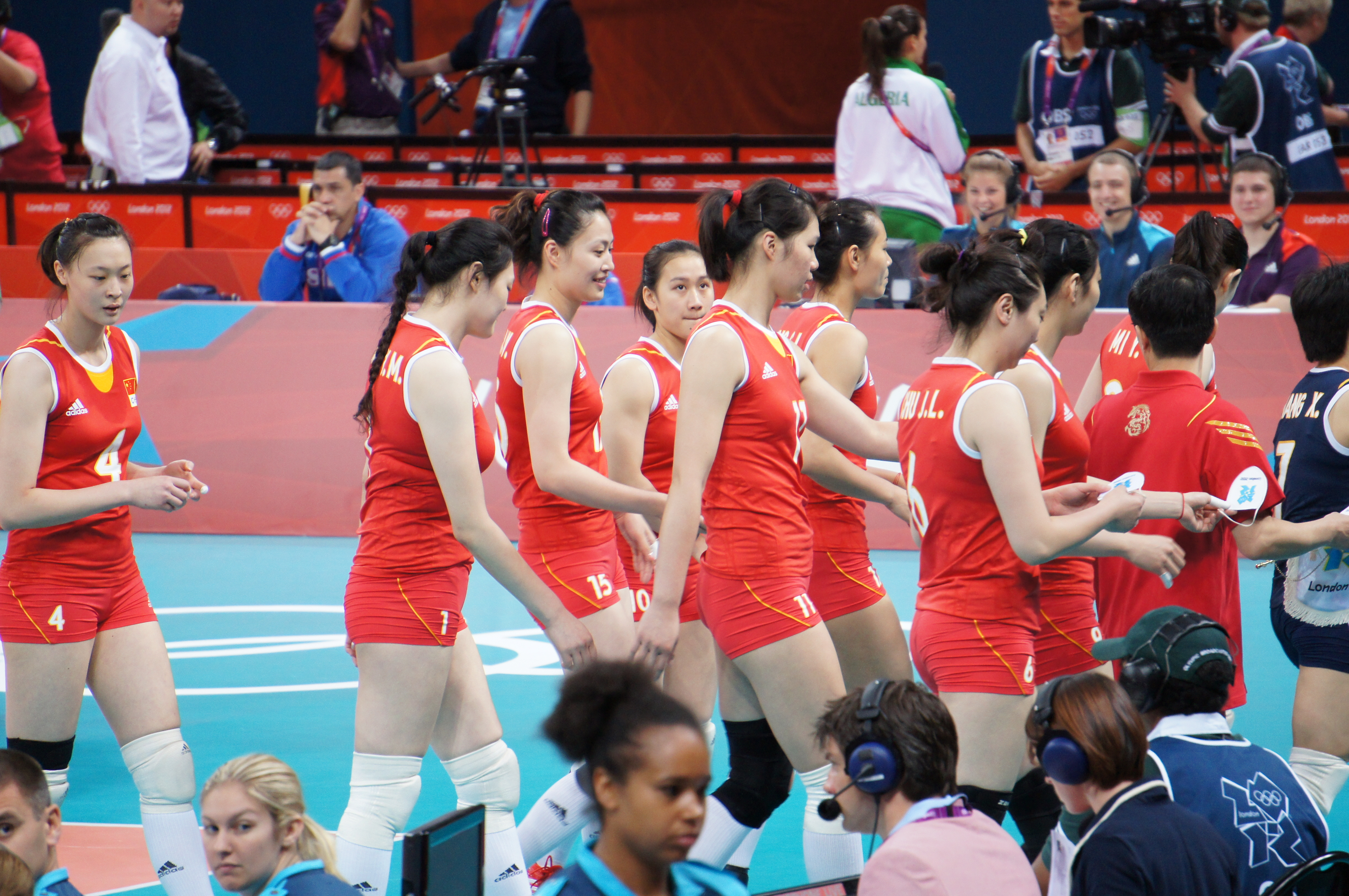
Chinese volleybalploeg in 2012

De Chinese volleybalploeg bij de vrouwen vertegenwoordigt de Volksrepubliek China. Het team werd in 1986 en 2004 olympisch kampioen. Vooral in de jaren 80 beleefde de ploeg een grote opmars, met een gedeeltelijke terugval in de jaren 90. In 2003 werd de World Cup.

## Huidige selectie
De huidige selectie van het China Dames Volleybalteam.
Trainer: Lang Ping
| Nr | Naam             | Geboortedatum    | Lengte | Gewicht | 2019/20 club            |
| -- | ---------------- | ---------------- | ------ | ------- | ----------------------- |
| 1  | Yuan Xinyue      | 21 december 1996 | 2,01 m | 78 kg   | Bayi Shenzhen           |
| 2  | Zhu Ting (A)     | 29 november 1994 | 1,98 m | 78 kg   | Tianjin Bohai Bank      |
| 4  | Yang Hanyu       | 23 oktober 1999  | 1,92 m | 72 kg   | Shandong Sports Lottery |
| 6  | Gong Xiangyu     | 21 april 1997    | 1,88 m | 67 kg   | Jiangsu Zenith Steel    |
| 7  | Wang Yuanyuan    | 14 juli 1997     | 1,95 m | 75 kg   | Tianjin Bohai Bank      |
| 8  | Zeng Chunlei     | 3 november 1989  | 1,87 m | 69 kg   | Beijing Baic Auto       |
| 9  | Zhang Changning  | 6 november 1995  | 1,93 m | 80 kg   | Jiangsu Zenith Steel    |
| 10 | Liu Xiaotong     | 16 februari 1990 | 1,88 m | 80 kg   | Beijing Baic Auto       |
| 11 | Yao Di           | 15 augustus 1992 | 1,82 m | 65 kg   | Tianjin Bohai Bank      |
| 12 | Li Yingying      | 19 februari 2000 | 1,95 m | 78 kg   | Tianjin Bohai Bank      |
| 14 | Zheng Yixin      | 6 mei 1995       | 1,87 m | 71 kg   | Diamond Food            |
| 15 | Lin Li (L)       | 5 juli 1992      | 1,72 m | 65 kg   | Guangdong Evergrande    |
| 16 | Ding Xia         | 13 januari 1990  | 1,80 m | 67 kg   | Liaoning Seagull        |
| 17 | Yan Ni           | 2 maart 1987     | 1,92 m | 74 kg   | Liaoning Seagull        |
| 18 | Wang Mengjie (L) | 14 november 1995 | 1,75 m | 65 kg   | Shandong Sports Lottery |
| 19 | Liu Yanhan       | 19 januari 1993  | 1,90 m | 75 kg   | Bayi Shenzhen           |